# Facteur de transfert agrégé
Dans le domaine de la modélisation des transferts de contaminants au sein d'un écosystème, par exemple du sol ou de l'eau vers les plantes puis les herbivores, puis vers les carnivores, etc., le facteur de transfert agrégé (aggregated transfer factor en anglais) désigne un « facteur de transfert » décrivant une contamination moyenne supposée de divers produits (produits forestiers par exemple) dans un contexte de contamination connu ou modélisé .
Il peut éventuellement s'agir d'une contamination radioactive quand le contaminant est aussi un radioélément.

## Symboles et unités de calcul
L'expression est résumée par le symbole Tag  ou T(AG).  
Ce « facteur de transfert agrégé » est calculé et présenté en m2 kg−1.

## Principe
Dans le cas de la radioactivité, après un accident nucléaire, un des risques majeurs provient des particules radioactives (radioéléments) qui, déposées sur les végétaux, les fruits ou les champignons (ou après avoir été adsorbées par ces derniers) sont directement ou indirectement absorbés par l'Homme ou l'animal (par ingestion ou par inhalation ou bien plus rarement par passage transcutané). 
Après quelques mois, si ces particules n'ont pas été rediffusées dans l'atmosphère par le vent ou par un incendie, elles ont gagné le sol. C'est alors la contamination « interne » des végétaux ou des champignons puis des animaux qui les consomment (en pouvant bioconcentrer ou bioaccumuler certains radioéléments) qui devient la source de transfert presque unique. 
Pour des raisons pratiques, ce facteur T(AG) simplifie la réalité en agrégeant plusieurs paramètres environnementaux dont l'importance a été démontrée, parmi lesquels :
- le sol : car il est « séquestrateur » par complexation dans le cas des argiles pures, ou bien, au contraire, il laisse les radionucléides très biodisponibles lorsqu'il est humique et acide, ou carencé ou naturellement pauvre en certains minéraux ;
- le type de plante : en effet certaines plantes (fougères par exemple, ou autres métallophytes) absorbent naturellement des quantités importantes de métaux lourds ou le cas échéant de radionucléides ;
- la distribution des racines : il faudrait idéalement tenir compte aussi de leur mycorhization et du volume de sol ou de bois mort prospecté par les champignons symbiotes ;
- la nature et la distribution verticale des dépôts, également liée au temps écoulé depuis les retombées.

## Exemples d'utilisation
Les facteurs de transfert de radionucléides sont particulièrement utile pour les études qui concernent les écosystèmes forestiers ou riches en arbres, bien plus riches et complexes que les champs cultivés, et dont le biote occupe un volume d'air et de sol considérable, avec une canopée, une végétation multistrate au-dessus du sol, et avec des associations de bactéries, champignons et racines tout aussi complexes dans le sol. 
Les champignons se sont montrés de puissants facteurs de transfert du sol à certaines espèces mycophages comme le sanglier et, peut-on supposer, l'écureuil. 
Certaines baies et certains gibiers sont aussi des agents de transfert importants vers l'Homme . 
- Le radiocésium et le radiostrontium ont par exemple été étudiés dans les arbres. La valeur moyenne de T(AG) a été de 10(-3)m(2)kg(-1) (poids sec), et le feuillage des arbres était habituellement de 2 à 12 fois plus contaminé que le bois du tronc. Les arbres ont absorbé le plus de radiocésium  quand ils poussaient sur des zones semi-hydromorphes avec d'épaisses couches d'humus[1] ;
- Comparé à ce qu'il est pour les denrées alimentaires cultivées dans les systèmes agricoles, le transfert des radionucléides du sol aux baies (myrtilles ou airelles par exemple) est élevé et peut être très élevé pour les champignons. Pour des raisons encore mal comprises, le transfert du césium radioactif du sol aux champignons varie fortement selon les cas, avec une valeur T(AG) de 10(-3) à 10(1)m(2)kg(-1) (en poids sec). Pour les baies, les valeurs typiques de T(AG) vont de 0,01 à 0,1 m(2)kg(-1) (en poids sec)[1].
- Le « gibier terrestre » et les rennes absorbent du césium via leur nourriture en quantité très variable selon le lieu où ils se nourrissent. En forêt tempérée, la radioactivité de la venaison diminue plus rapidement qu'en zone boréale, hormis pour le sanglier dont la radioactivité n'a pas diminué dans les vingt ans ayant suivi l'explosion du réacteur no 4 de Tchernobyl, en raison de son comportement alimentaire atypique (fouisseur et mycophage)[1]. Un T(AG) de 0,01 m(2)kg(-1) (poids frais) est commun pour (137)Cs dans les muscles de l'orignal adulte ou d'oiseaux terrestres vivant dans les forêts boréales européennes, et un  T(AG) de 0,03 m(2)kg(-1) (poids frais) traduit la contamination du lièvre arctique[1]. Le taux de radiocésium dans le muscle du renne peut plus que doubler en hiver par rapport à l'été, avec une valeur hivernale moyenne T(AG) de 0,02 à 0,8 m(2)kg(-1) (poids frais), de 0,04 à 0,4 m(2)kg(-1) en été. Les valeurs les plus élevées ont été mesurées après l'accident et déclinent lentement depuis[1].
- Chez les espèces qualifiées de « gibier d'eau » (canards, bécasses, etc.), la baisse a été assez rapide pour le (137)Cs, avec une valeur T(ag) évoluant de 0,01 à 0,002 m(2)kg(-1) (poids frais) dans les trois ans après l'accident, sans doute en raison d'une dilution plus rapide du (137)Cs dans l'écosystème aquatique (séquestration dans les sédiments ? fuite vers l'océan ?)[1].